# 內蒙古自治政府成立大會會址
內蒙古自治政府成立大會會址（或稱：内蒙古自治区乌兰浩特“五．一”会址），始建于1935年，会址建筑面积679平方米，原为满洲国陆军兴安军官学校礼堂。其著名于1947年4月23日至5月1日在这里了召开内蒙古人民代表会议（又称“五．一”大会）。

## 簡介
會址建于1935年，坐东朝西，是中國东北日佔时期满洲国兴安陆军军官学校礼堂，是一座青砖二层燕尾脊建筑。會址保护范围2526.09平方米，占地面积2334.15平方米，建筑面积708.5平方米。會址内陈列文物159件。2007年，會址进行了全面维修工程。

## 歷史
1945年8月15日，日本无条件投降。1947年4月23日至5月1日，内蒙古人民代表会议（又称五一大会）在此召开，出席会议代表人數392人。大会根据内蒙古自治运动联合会提出的临时参议会议员候选名单，经过三天讨论，于4月30日以不记名的投票方式，选出了121名议员。大会选举产生了以乌兰夫为主席、哈丰阿为副主席的内蒙古自治政府，并选出19名政府委员、议长、副议长和驻会议员9人。大会亦通过了《内蒙古自治政府施政纲领》、《内蒙古自治政府暂行组织大纲》、《内蒙古人民代表会议宣言》。其后，会址1986年被列为内蒙古自治区重点文物保护单位，2006年被国务院列为全国重点文物保护单位，2009年被中共中央宣傳部列为全国爱国主义教育示范基地。